# قلعه محمودی
قلعه محمودی، روستایی از توابع بخش کربال شهرستان خرامه در استان فارس ایران است.

## جمعیت
این روستا در دهستان سفلی قرار دارد و براساس سرشماری مرکز آمار ایران در سال ۱۳۸۵، جمعیت آن ۵۴ نفر (۱۵خانوار) بوده‌است.